# Nacriet

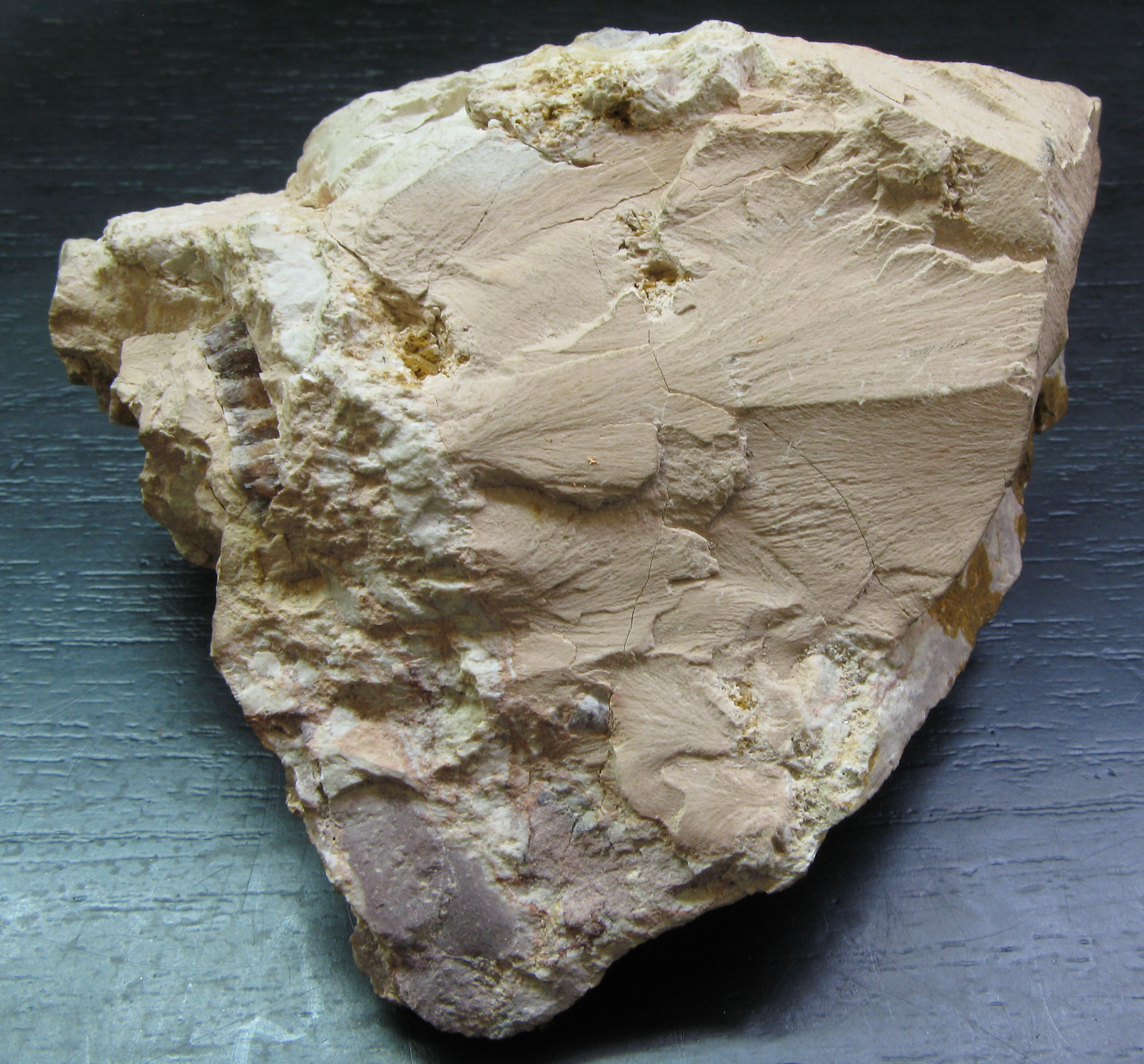

Het mineraal nacriet is een aluminium-silicaat met de molecuulformule Al2Si2O5(OH)4. Het is een fyllosilicaat en hoort binnen de kleimineralen tot de kaoliniet-groep. De naam is van het Franse nacre afgeleid, dat parelmoer betekent.
Er komen behalve de fyllosilicaationen twee atomen aluminium en vier hydroxylgroepen in het molecuul voor. Nacriet is wit of heeft geen duidelijke kleur, maar dan geel of bruin, het heeft een parelglans en een witte streepkleur. Het heeft een monoklien kristalstelsel en de splijting is perfect volgens kristalvlak [001]. De massadichtheid is 2,6 kg/l, de hardheid is 1 en het mineraal is niet radioactief.
Nacriet is een polymorf kleimineraal met dezelfde samenstelling als kaoliniet, dickiet en halloysiet en komt als zodanig voor in schalies en andere sedimentaire gesteenten. Nacriet wordt ook gevonden als een hydrothermaal verweringsproduct van andere aluminiumsilicaten, zoals veldspaten.